# Перианес, Иван
Иван Перианес Мека (исп. Iván Periánez Meca; 25 января 1982, Барселона, Испания) — андоррский футболист, вратарь. Вызывался в национальную сборную Андорры.

## Биография

### Клубная карьера
В 2001 году выступал за андоррский клуб «Сан-Жулиа». 16 июня 2001 года дебютировал в еврокубках в домашнем матче Кубка Интертото против швейцарской «Лозанны» (1:3). По итогам двух встреч «Сан-Жулиа» уступила со счётом (9:1). С 2005 года по 2007 год выступал в составе «Ранжерса».
Затем вновь играл за «Сан-Жулию». Летом 2009 года «Сан-Жулиа» впервые участвовала в квалификации Лиги чемпионов. В первом раунде клуб обыграл «Тре Фиори» из Сан-Марино (команда одержала победу по сумме двух матчей — 2:2 и по пенальти 5:4). В обеих играх на воротах стоял именно Иван Перианес. В следующем раунде, в котором «Сан-Жулиа» уступила болгарскому «Левски» (9:0 по сумме двух матчей), в этих матчах в воротах был Гильермо Бургос. В сентябре 2009 года в матче за Суперкубок Андорры «Сан-Жулиа» обыграла «Санта-Колому» со счётом (2:1).
В финале Кубка Андорры 2010 помог команде одержать минимальную победу над «Унио Эспортива Санта-Колома» (1:0). В мае 2011 года стал победителем Кубка Андорры. В июле 2011 года принял участие во втором раунде квалификации Лиги Европы против израильского «Бней Иегуды», «Сан-Жулиа» по сумме двух матчей уступила со счётом (4:0).
В ноябре 2013 года в матче против «Санта-Коломы» Перианес отметился отбитым пенальти, а также забитым голом ударом от своих ворот. Встреча закончилась ничейным результатом (3:3).

### Карьера в сборной
В национальную сборную Андорры был вызван в сентябре 2009 года на матчи против Украины и Казахстана в рамках отборочного турнира на чемпионат мира 2010. В 4 матчах квалификации к чемпионату Европы 2012 Перианес был в заявке на матч, но уступал место в основе Жозепу Гомесу.

## Достижения
- Серебряный призёр чемпионата Андорры (1): 2013/14
- Обладатель Кубка Андорры (2): 2010, 2011
- Обладатель Суперкубка Андорры (1): 2009